# Dodecadicyema
Dodecadicyema is een geslacht in de taxonomische indeling van de Rhombozoa. Deze minuscule, wormachtige parasieten hebben geen weefsels of organen en bestaan uit slechts enkele tientallen cellen.
Het organisme behoort tot de familie Dicyemidae. Dodecadicyema werd in 1979 beschreven door Kalavati & Narasimhamurti.